# Дукмасов, Пётр Архипович

Обложка книги Дукмасова о Скобелеве

Пётр Архипович Дукмасов (1854 — 1896) — есаул Донского казачьего войска, участник войны 1877—1878 годов, ординарец М. Д. Скобелева.

## Биография
Родился 25 июня 1854 года.
Окончил Варшавское пехотное юнкерское училище и в 1876 году был произведён в хорунжие.
В составе Донского казачьего № 26 полка Дукмасов во время русско-турецкой войны 1877—1878 года обратил внимание М. Д. Скобелева своей выдающейся храбростью и был назначен к нему ординарцем.
30 августа 1877 года под Плевной Дукмасов под градом пуль и снарядов отвёз приказание на передовой редут, защищаемый майором Горталовым, и вернулся обратно пешком, так как лошадь была убита; наградой был орден св. Владимира 4-й степени с мечами и бантом.
При спуске с Балкан отряда Скобелева, у Иметли, один из батальонов 64-го пехотного Казанского полка, ушедший слишком вперед, был отрезан и окружён турками. Отстреливаясь, люди батальона залегли в углублённой дороге. Около 100 человек турок, взобравшись на гору у самой дороги, начали поражать казанцев на выбор. «Дукмасов, — крикнул тогда Скобелев, — возьмите молодцов и выбейте турок во что бы то ни стало». Дукмасов во главе 20 казаков смелой атакой во фланг заставил турок отступить. 13 июня 1878 года он был награждён орденом св. Георгия 4-й степени
В воздаяние за отличие, оказанное в деле против турок 26 декабря 1877 года, где, вызвавшись в охотники, вступил в рукопашный бой с турецкою пехотою, отбросил её и ворвался в деревню Иметлю, а 27 декабря, снова вызвавшись в охотники первым занял траншею, из которой выбил штыками неприятельских стрелков.
Прослужив в гвардии до 1880 года, Дукмасов вышел на льготу в чине есаула и умер в 1896 году.

## Награды
- Был награждён орденом св. Георгия 4-й степени.
- За ряд других боевых подвигов Дукмасов получил ордена св. Анны 4-й степени с надписью «За храбрость», св. Станислава 3-й степени с мечами и бантом, св. Анны 3-й степени с мечами и бантом, св. Станислава 2-й степени с мечами, золотую шашку с надписью «За храбрость» и был переведён в лейб-гвардии Казачий Его Величества полк.

## Память
- Дукмасов написал книгу «Со Скобелевым в огне. (Воспоминания о русско-турецкой войне 1877—1878 годов и о М. Д. Скобелеве)». Книга эта, вышедшая в 1895 году вторым изданием, содержит в себе ряд интересных военно-исторических данных[2].
- В романах Бориса Акунина «Турецкий гамбит» и «Смерть Ахиллеса» выведен под именем Прохора Ахрамеевича Гукмасова — одного из ординарцев генерала Соболева, прототипом которого послужил Скобелев.